# فرد هانتلی
فرد هانتلی (انگلیسی: Fred Huntley؛ ۲۹ اوت ۱۸۶۲ – ۱ نوامبر ۱۹۳۱) بازیگر، کارگردان فیلم و فیلم‌نامه‌نویس اهل بریتانیا بود.
از فیلم‌هایی که وی در آن نقش داشته‌است، می‌توان به گسولین گاس، میلیون‌ها دلار بروستر، بابا لنگ‌دراز، گرگ دریا، گردآوری، شاهنشاه اشاره کرد.